# Georges Monneret
Georges Monneret (ur. 4 października 1908 roku, zm. 5 kwietnia 1983 roku) – francuski kierowca wyścigowy i motocyklista.

## Kariera
W wyścigach samochodowych Monneret startował głównie w wyścigach zaliczanych do klasyfikacji Mistrzostw Świata Samochodów Sportowych. W latach 1938-1939, 1951, 1956 Francuz pojawiał się w stawce 24-godzinnego wyścigu Le Mans. Pierwszy i jedyny raz dojechał do mety w 1939 roku, kiedy to odniósł zwycięstwo w klasie trzeciej, a w klasyfikacji generalnej był drugi.